# ونتشانغ تسي (دجاج ونتشانغ)
دجاج نتشانغ (بالصينية المبسطة 文昌鸡، نوع من الدجاج وطبق دجاج من منطقة مدينة ونتشانغ في هاينان، الصين.

## الدجاج
هو صنف صغير وسمين  يعتمد على الرعي الحر ويعتمد في غذائه على جوز الهند ونخالة الفول السوداني. وخلال آخر شهرين قبل إرسالها إلى السوق، يتم الاحتفاظ بها في حظائر فوق الأرض. 

## الطبق
يعرف هذا الطبق على نطاق واسع في جميع أنحاء مقاطعة هاينان. الطريقة التقليدية لتحضير الطبق تتم عبر ما يعرف بـ «القطع البيضاء» (白切) التي تتم عبر غمر الدجاج في ماء ساخن قريب من درجة الغليان والطهي للحفاظ على ليونة الدجاج. ثم تؤكل عن طريق غمس القطع في مزيج من التوابل تشمل الزنجبيل المفروم والملح.  يكون جلد دجاج نتشانغ أصفر اللون، ذو مظهر زيتي،  وأكثر جفافًا إلى حد ما من بقية اللحوم. هذا الطبق مشهور أيضًا في الصين القارية وهونغ كونغ وتايوان ودول جنوب شرق آسيا الأخرى. 
هذا الطبق هو أحد أطباق أرز دجاج هاينان «أحد أكثر صادرات الطهي المحببة في جنوب شرق آسيا».

## روابط خارجية
- صور نتشانغ الدجاج